# Gnophos salvatorensis
Gnophos salvatorensis är en fjärilsart som beskrevs av Leo Schwingenschuss 1942. Gnophos salvatorensis ingår i släktet Gnophos och familjen mätare. Inga underarter finns listade i Catalogue of Life.